# Fristerinden
Fristerinden er en dansk stumfilm fra 1916 med ukendt instruktør.

## Handling
Denne artikel mangler et handlingsreferat. Hjælp os med at skrive det.

## Medvirkende
- Frederik Christensen - Pastor Lind
- Anton de Verdier - Knud, stud. theol., Linds søn
- Charles Schwanenflügel - Etatsraad Lind, pastor Linds bror
- Alfi Zangenberg - Agnes, stud. med., etatsraadens datter
- Ellen Rassow - Ragna, Agnes' veninde
- Ella la Cour - Frk. Jensen, husbestyrerinde
- Kristian Møllback - Jochumsen, slagter
- Ebba Kjerulf - Olga, pige hos etatsraaden